# Kwas 1,3,5-benzenotrikarboksylowy
Kwas 1,3,5-benzenotrikarboksylowy – organiczny związek chemiczny, kwas aromatyczny zawierający trzy grupy karboksylowe w pozycjach 1,3,5.